# لغزش متقاطع

بخش پیچی یک حلقه نابه‌جایی که روی صفحه لغزش تقاطعی منحرف شده‌است. بردارهای برگرز در طول مرز دو صفحه قرار دارند.

نابجایی پیچی و لبه‌ای

لغزش تقاطعی تغییر صفحه لغزش توسط یک نابه‌جایی پیچی است. از آنجایی که این نوع نابه‌جایی به دلیل موازی بودن بردار برگرز آن با خط نابه‌جایی محدود به حرکت در صفحه لغزش خاصی نیست (برخلاف نابه‌جایی پله‌ای و مخلوط) می‌تواند صفحه لغزش خود را تغییر دهد به شرط آن که صفحه جدید بردار برگرز آن را دربر گیرد. (آن را قطع نکند) لغزش تقاطعی به راحتی به وسیلهٔ میکروسکوپ‌های TEM دیده می‌شود زیرا نابه‌جایی متحرک، ردی را از خود به‌جای می‌گذارد که به مرور محو می‌شود. برای مثال در ساختارهای مکعبی با وجوه مرکز پر (FCC) یک نابه‌جایی پیچی می‌تواند از یک نوع صفحه {۱۱۱} به نوع دیگر لغزش تقاطعی انجام دهد یا در ساختار مکعبی مرکز پر (BCC) نابه‌جایی پیچی می‌تواند در مجموعه صفحات {۱۱۰} یا {۱۱۲} لغزش تقاطعی انجام دهد.

## تغییر شکل پلاستیک
لغزش متقاطع فرآیندی اثرگذار در تغییر شکل پلاستیک مواد است، زیرا اجازه می‌دهد تا صفحات لغزش اضافی فعال شوند و به نابجایی‌های پیچی اجازه می‌دهد تا موانع را دور بزنند. نابجایی‌های پیچی می‌توانند اطراف موانع در صفحه لغزش اولیه‌شان حرکت کنند. نابجایی پیچی ممکن است به قصد عبور از یک مانع، روی یک صفحه لغزش متفاوت بلغزد و سپس به صفحهٔ لغزش اولیه بازگردد. نابجایی‌های پیچی می‌توانند از طریق حرکت محافظه کارانه (بدون نیاز به نفوذ اتم‌ها) از برخورد با موانع جلوگیری کنند، برخلاف نابجایی لبه‌ای که برای عبور از موانع باید از بالای آن‌ها صعود کنند؛ بنابراین، برخی از روش‌های افزایش تنش تسلیم یک ماده مانند استفاده از محلول جامد کارایی کمتری دارند، زیرا به دلیل پدیدهٔ لغزش متقاطع نابجایی‌های پیچی می‌توانند از موانع عبور کنند.
لغزش متقاطع نابجایی‌های پیچی، که در آن نابجایی‌های پیچی صفحات عادت خود را ترک می‌کنند و در صفحات دیگری منتشر می‌شوند، نقش مهمی در چندین جنبه از تغییر شکل مواد دارد. از دید میکروسکوپی، لغزش متقاطع می‌تواند سیستم‌های لغزش ثانویه و نابجایی‌های پیچی با جهات مخالف را در سطوح مختلف فعال کند تا یکدیگر را از بین ببرند. علاوه‌بر این، لغزش متقاطع بر فرایند کار سختی نیز تأثیر می‌گذارد. این اثرگذاری بیشتر به دلیل مشارکت آن در مرحله سوم کار سختی، شناخته شده‌است؛ جایی که بازیابی حرارتی دینامیکی غالب است.
در حالی که مطالعات زیادی در مورد لغزش متقاطع وجود دارد، این پدیده یکی از جنبه‌های کمتر درک‌شدهٔ تغییر شکل پلاستیک است. فریدل و اسکیگ یک مدل لغزش متقاطع در فلزات fcc پیشنهاد کردند. در این مدل، دررفتگی‌های پیچی به دو نابجایی جزئی در لغزش اصلی تقسیم می‌شوند، صفحاتی که نقص در چینش را محدود می‌کنند.

## فرایند لغزش متقاطع در فلزات

ساختار کریستالی یک بلور FCC

لغزش متقاطع زمانی اتفاق می‌افتد که تنش‌های موضعی یک نابجایی را به صفحه‌ای متفاوت با صفحهٔ اصلی نابجایی، فشار دهد. این پدیده مدت‌ها پیش با مشاهده ردپای لغزش در سطوح نمونه اثبات شده‌است. پس از این مشاهدات، طرح کلی اولین مدل‌های واقع‌گرایانه توسط فریدل، برای فلزات مکعبی مرکز وجوه پر (FCC) بر اساس محاسبات stroh در سال ۱۹۵۶ و برای فلزات (HCP) در سال ۱۹۵۹ استخراج شد.
در روش دیگر، در مکانیسم فلیشر، یک نابجایی جزئی بر روی صفحه لغزش متقاطع منتشر می‌شود و سپس دو نابجایی جزئی روی صفحه لغزش متقاطع منقبض می‌شوند و یک نابجایی میله-پله ایجاد می‌کنند. سپس نابجایی جزئی دیگری با نابجایی میله-پله قبلی ترکیب می‌شود؛ به طوری که هر دو نابجایی جزئی روی صفحه لغزش متقاطع قرار می‌گیرند. از آن‌جایی که نابجایی میله-پله و نابجایی‌های جزئی جدید انرژی بالایی دارند، این مکانیسم به تنش‌های بسیار بالاتری نیاز دارد.

### لغزش متقاطع در فلزات FCC
فرایند ابتدایی لغزش متقاطع نابجایی از یک صفحه فشرده به یک صفحهٔ فشرده دیگر اگرچه اغلب به صورت تجربی مشاهده می‌شود، یک فرایند کمتر شناخته شده‌است. جنبه‌های نظری لغزش متقاطع توسط اسکایگ (۱۹۶۸)، پیرو دیدگاه فریدل، مورد مطالعه قرار گرفته‌است. در مدل او، لغزش متقاطع از یک انقباض اولیه روی یک نابجایی پیچی شروع می‌شود. تحت تأثیر تنش اعمال شده به کمک فعال سازی حرارتی، دو نیمه انقباض از هم جدا می‌شوند؛ و همان‌طور که فریدل پیشنهاد کرد، بخش نابجایی بین آنها، به یک‌باره در صفحهٔ لغزش متقاطع تقسیم می‌شود. به‌طور خاص، اسکایگ نشان داده‌است که این فرایند اغلب به نسبت عرض شکاف تحت تنش در صفحات اولیه و صفحات لغزش متقاطع بستگی دارد. این موضوع باعث می‌شود که فرایند وابسته به جهت‌گیری باشد که در زیر مورد بحث قرار خواهد گرفت.
انرژی فعال سازی {\displaystyle \Delta G_{CS}} برای تنش‌های مؤثر ضعیف مطابق به‌دست آمده‌است:
{\displaystyle \Delta G_{CS}(i)=2iAD_{0}^{2}f[(1-b_{0}/D_{0})^{2}-\alpha (i)\tau b/f]} {\displaystyle (1)}
که مقدار i بسته به این‌که چند انقباض برای شروع فرایند لازم است، می‌تواند ۱ یا ۲ باشد. {\displaystyle b_{0}} عرض نابجایی پیچی جدید است. {\displaystyle \mu } مدول برشی؛ {\displaystyle \alpha (i)} یک پارامتر وابسته به جهت؛ {\displaystyle \tau } مؤلفه تنش برشی اعمال شده در راستای صفحه لغزش است. {\displaystyle f} انرژی نقص در چینش؛ {\displaystyle D_{0}} عرض گسستگی در تنش صفر؛ {\displaystyle A} نیز تابعی با تغییرات تدریجی از {\displaystyle \mu }، {\displaystyle b} و {\displaystyle f} است. برای حجم فعال‌سازی فرایند داریم:
{\displaystyle V_{CS}=2i\alpha (i)AD_{0}^{2}b} {\displaystyle (2)}
یک تکنیک آزمایشی جدید برای ایجاد یک انفجار از لغزش متقاطع در نقطه تسلیم توسعه یافته‌است. یک تک کریستال مس تحت فشار در امتداد جهت [۱۱۰] تا انتهای مرحله {\displaystyle \mathrm {I} \mathrm {I} } تغییر شکل داده و یک جنگل از نابجایی همگن ایجاد می‌کند. سپس نمونه‌های جدید از این کریستال در یک جهت لغزش جدا می‌شوند. انتظار می‌رود که نابجایی‌های اولیه در نقطه تسلیم منجر به لغزش متقاطع شوند (صفحات لغزش خود را عوض کنند)، زیرا وجود نابجایی‌های انبوه به عنوان مانعی بر سر راه نابجایی‌های اولیه، عمل می‌کنند. عدم تقارن فشار کششی پیش‌بینی شده توسط مدل، و همچنین وابستگی جهت‌گیری تنش بحرانی برای لغزش متقاطع، مطابقت خوبی با نتایج تجربی به‌دست‌آمده در دمای اتاق دارد. با تغییر دما، آزمایش‌های آرامش بار، در امتداد منحنی‌های کرنش تنش برای به‌دست آوردن حجم فعال سازی انجام می‌شود. حجم فعال‌سازی اصلاح‌شده، حداقلی را به عنوان تابعی از کرنش نشان می‌دهد. این مربوط به مقداری در حدود ۳۰۰ حجم اتمی است، که با معادله (۲) و عرض شکافتن مس مطابقت دارد. سپس تنش مربوط به این مقدار حداقل به عنوان تنش بحرانی برای لغزش متقاطع در نظر گرفته می‌شود که با مشاهدات ردیابی لغزش تأیید می‌شود. انرژی لازم برای لغزش متقاطع در مس به صورت زیر برآورد شد:
{\displaystyle \Delta G_{CS}^{\circ }=1.15\pm 0.37eV}
که بین دو مقدار پیش‌بینی شده توسط رابطه (۱) به ترتیب برای {\displaystyle 1=i} و {\displaystyle 2} قرار می‌گیرد. یک نتیجه‌گیری مهم این است که پس از اندازه‌گیری‌های فوق، مشخص شد که تنش {\displaystyle \tau _{\mathrm {I} \mathrm {I} \mathrm {I} }} و تغییرات آن به عنوان تابعی از دما با تنش بحرانی برای لغزش متقاطع بین صفحات فشرده متفاوت است. نتایج تجربی فوق، به ویژه وابستگی جهت تنش بحرانی برای لغزش متقاطع، به وضوح نظرات فریدل و اسکیگ را توجیه می‌کنند. اثرات جهت‌گیری مشابهی نیز در {\displaystyle {\ce {Ni3Al}}} یافت شده و با موفقیت با استفاده از نظریه لغزش متقاطع فریدل-اسکایگ تفسیر شده‌است.